# Аралкумський сільський округ
Аралку́мський сільський округ (каз. Аралқұм ауылдық округі, рос. Аралкумский сельский округ) — адміністративна одиниця у складі Аральського району Кизилординської області Казахстану. Адміністративний центр — станційне селище Аралкум.
Населення — 1805 осіб (2021; 1629 у 2009, 1533 у 1999, 1608 у 1989).
Станом на 1989 рік існувала Камишлибаська сільська рада (селища Аралкум, Бекбаулі, Камишлибаш, Сапак, Чумиш), село Мойнак перебувало у складі Каракумської сільської ради. Пізніше селища Аралкум та Шоміш (колишнє Чумиш) утворили окремий Аралкумський сільський округ.

## Склад
До складу округу входять такі населені пункти:
| Населений пункт           | Колишні назви | Населення, осіб (1989) | Населення, осіб (1999) | Населення, осіб (2009) | Населення, осіб (2021) |
| ------------------------- | ------------- | ---------------------- | ---------------------- | ---------------------- | ---------------------- |
| Аралкум, станційне селище | -             | 393                    | 1081                   | 1130                   | 1231                   |
| Мойнак, село              | -             | 361                    | 142                    | 92                     | 49                     |
| Шоміш, станційне селище   | Чумиш         | 854                    | 310                    | 407                    | 525                    |